# Escut de Vanuatu
L'Escut de la República de Vanuatu està compost per un guerrer melanesi, unes branques de namele (una falguera local) i un ullal de senglar (el símbol de la prosperitat), que tenen el mateix significat que a la bandera nacional.
A la base hi ha una cinta groga amb el lema nacional en bislama: Long God Yumi Stanap ('Confiem en Déu').